# Слово (формальный язык)
Сло́во формального языка (также — цепочка, строка) — произвольная последовательность символов из данного алфавита. Число символов в слове {\displaystyle \alpha } называют его длиной и обозначают {\displaystyle |\alpha |}. Может допускаться существование единственного слова длины 0, (пустое слово), не содержащее ни одного символа (обозначается {\displaystyle e}, {\displaystyle \varepsilon } или {\displaystyle \Lambda }).
Множество всех слов длины {\displaystyle n} в алфавите {\displaystyle A} обозначают через {\displaystyle A^{n}}, в конечном алфавите число таких слов в точности равно размеру алфавита в степени {\displaystyle n} ({\displaystyle |A^{n}|=|A|^{n}}). Множество всех слов в алфавите {\displaystyle A} (произвольной длины) обозначают через {\displaystyle A^{*}} (звезда Клини), таким образом:
{\displaystyle A^{*}=\bigcup _{n=0}^{+\infty }A^{n}.}
На словах над данным алфавитом {\displaystyle A} определена операция конкатенации — последовательного склеивания слов. Множество всех слов в алфавите {\displaystyle A} с операцией конкатенации образует моноид (свободный моноид). Множество всех непустых слов над алфавитом {\displaystyle A} с операцией конкатенации образует полугруппу.